# 秋岡家栄
秋岡家栄（あきおか いえしげ、1925年（大正14年） - ）は、日本の作家、元新聞記者。
元朝日新聞社北京支局長、朝日中国文化学院創設者兼初代院長、日中友好99人委員会創設者兼総代表。中国の文化大革命期に中国政府から国外退去を命じられずに中国に残った9人の外国人記者のうち、ただ1人の日本人記者である。

## 人物
- 毛沢東は慈愛あふれる指導者であり、文化大革命はとてもいいことだと称えた[3]。
- 毛沢東や中国共産党べったりの記事を書き続け、広岡知男社長直属とも言われる存在だったが、林彪失脚を否定し続けた為に朝日新聞も失脚を否定し続け、朝日新聞が人民日報はもとより、世界で一番遅く林彪失脚を報道したと言われた原因となった。
- 娘の秋岡栄子は2010年に中国上海市で開催された上海万博にて日本産業館館長を勤めた[4][5][6]。

## 来歴
1943年、上海東亜同文書院に公費留学生として留学。
1967年11月 - 1972年11月、朝日新聞社北京支局駐在。

## エピソード
- 中国のメディアの取材に対して「1967年11月、私が朝日新聞から北京に派遣された時、中国外交部は人民日報に目を注げ、大通りのあれらの壁新聞は見るな、勝手な取材もしてはならないと要求した。だから、当時中国で何が起きているのか私はあまりよくわからなかった。当時私が居住していたホテルの屋上でとても多くの割れた酒瓶を見かけ、ホテルの従業員はみな(文革の)武装闘争に関係していたが、武装闘争の場面を直接目の当たりにすることは無かった。」と述べている[9]。
- 中国駐在中に周恩来と数十回会っている[10]。